# Mata Verde
Mata Verde es un municipio brasileño del estado de Minas Gerais. Su población estimada en 2004 era de 7.716 habitantes. 